# Anticlea nigrofasciaria
Anticlea nigrofasciaria là một loài bướm đêm trong họ Geometridae.